# Pablo Mouche
Pablo Mouche, vollständiger Name Pablo Nicolás Mouche, (* 11. Oktober 1987 in San Martín, Buenos Aires) ist ein argentinischer Fußballspieler.

## Karriere

### Verein
Mouche begann seine Profikarriere 2003 bei Club Atlético Estudiantes, einem Verein aus der dritten argentinischen Liga. Vorübergehend war er außerdem für Arsenal de Sarandí tätig, doch die meiste Zeit seiner noch jungen Karriere verbrachte er bei den Boca Juniors, für die er von 2007 bis 2012 tätig war. Sein Debüt im blau-gelben Boca-Trikot gab er am 9. März 2008 in einem Spiel gegen den CA Independiente, das 1:1 endete. Sein erstes Tor für Boca erzielte er am 29. Oktober 2008. Es war zugleich das einzige und daher spielentscheidende Tor beim 1:0-Sieg gegen den CA Banfield.
Zum Sommer 2012 wurde sein Wechsel zum türkischen Erstligisten Kayserispor bekanntgegeben. Bei diesem Verein etablierte er sich auf Anhieb als Stammspieler. Nachdem sein Klub allerdings zum Sommer 2014 den Klassenerhalt verfehlte und nach dem Abstieg in die TFF 1. Lig seine ausländischen Spieler auf drei reduzieren musste, wurde Mouche zum Verkauf angeboten.
Mouche wechselte nach Brasilien zum SE Palmeiras nach São Paulo. Mit dem Klub gewann er 2015 den nationalen Pokal. Von 2016 bis wurde er von Palmeiras an andere Klubs verliehen. 2019 wechselte Mouche nach Chile, wo er bei CSD Colo-Colo einen neuen Kontrakt erhielt. Er blieb hier bis Saisonende 2020. Danach wirkte er jeweils für ein Jahr bei Institución Atlética Sud América (2021), Barracas Central (2022) und Club Atlético Atlanta (2023).

### Nationalmannschaft
Pablo Mouche wurde in die U20-Nationalmannschaft Argentiniens berufen und spielte 2007 bei den Südamerikanischen Jugendmeisterschaften in Paraguay, wo ihm im Spiel gegen Venezuela (6:0) ein Hattrick gelang. 2011 nahm er an Spielen der A-Nationalmannschaft teil.

## Erfolge
Boca Juniors
- Primera División (Argentinien): Apertura 2008, Apertura 2011
- Copa Argentina: 2012

Palmeiras
- Copa do Brasil: 2015

Lanús
- Primera División (Argentinien): 2016